# Liste der Stationen der Metro Montreal

Streckennetz der Metro Montreal

Die Liste aller Stationen der Metro Montreal ist eine Übersicht über alle Stationen des Montrealer Metrosystems, das von der Société de transport de Montréal betrieben wird. Das Netz umfasst aktuell 68 Stationen auf insgesamt vier Linien (Stand 2020). Die Länge des Streckennetzes beträgt insgesamt 66,05 Kilometer. Das Metro-Grundnetz wurde im Jahr 1966 eröffnet und seither mehrmals erweitert.
Sämtliche Stationen der Metro Montreal sind unterirdisch. Sie besitzen durchwegs Seitenbahnsteige, wobei diese in den Stationen Charlevoix und De L’Église über- statt nebeneinander angeordnet sind. Alle Stationen besitzen eine Anbindung ans Busnetz.
Die folgende Tabelle gibt einen Überblick über die wichtigsten Liniendaten.
| Linie | Linie            | Anzahl Stationen | Länge   | Eröffnung     | Jüngste Erweiterung |
| ----- | ---------------- | ---------------- | ------- | ------------- | ------------------- |
|       | Linie 1 (grün)   | 27               | 22,1 km | 14. Okt. 1966 | 3. Sep. 1978        |
|       | Linie 2 (orange) | 31               | 30,0 km | 14. Okt. 1966 | 28. Apr. 2007       |
|       | Linie 4 (gelb)   | 3                | 4,25 km | 31. März 1967 | 28. Apr. 1967       |
|       | Linie 5 (blau)   | 12               | 9,7 km  | 16. Juni 1986 | 28. März 1988       |

## Legende
- Station: In dieser Spalte wird der Name der Station genannt.
- Linien: Hier werden die an der Station haltenden Metrolinien aufgeführt.
- Eröffnung: Das Eröffnungsdatum der Station.
- : Beim Anklicken des Symbols erscheint eine Lagekarte der Station.
- VIA: Umstieg zum Fernverkehr der VIA Rail Canada
- TB: Umstieg zu den Trains de banlieue (Vorortverkehr)
- Frequentierung: Anzahl der Fahrgäste im Jahr 2019.[1]
- Benannt nach: Erklärung der Herkunft des Stationsnamens. In kleiner Schrift wird der Namensgeber genauer erläutert.
- Arrondissement: Hier wird das Arrondissement genannt, in dem die Station liegt.

## Liste der Stationen
| Station                            | Linie   | Eröffnet      |                    | VIA | TB | Frequentierung | Benannt nach | Arrondissement                       | Bild |
| ---------------------------------- | ------- | ------------- | ------------------ | --- | -- | -------------- | --- | ------------------------------------ | ---- |
| Acadie                             | 5       | 28. März 1988 | 45.52342 -73.62372 |     |    | 1.342.597      | Boulevard De L’Acadie (Erinnerung an die Deportation der Akadier)                                                          | Villeray–Saint-Michel–Parc-Extension |      |
| Angrignon                          | 1       | 3. Sep. 1978  | 45.44611 -73.60361 |     |    | 5.472.628      | Boulevard Angrignon, Parc Angrignon (Jean-Baptiste Angrignon, Stadtrat)                                                    | Le Sud-Ouest                         |      |
| Assomption                         | 1       | 6. Juni 1976  | 45.56917 -73.54699 |     |    | 1.359.340      | Boulevard de l’Assomption (Mariä Aufnahme in den Himmel)                                                                   | Mercier–Hochelaga-Maisonneuve        |      |
| Atwater                            | 1       | 14. Okt. 1966 | 45.48982 -73.58616 |     |    | 8.140.963      | Rue Atwater (Edwin Atwater, Stadtrat von Montreal)                                                                         | Ville-Marie                          |      |
| Beaubien                           | 2       | 14. Okt. 1966 | 45.53476 -73.60435 |     |    | 3.911.042      | Rue Beaubien (bedeutende Familie von Grundbesitzern)                                                                       | Rosemont–La Petite-Patrie            |      |
| Beaudry                            | 1       | 21. Dez. 1966 | 45.51948 -73.55734 |     |    | 803.769        | Rue Beaudry (Pierre Beaudry, lokaler Grundbesitzer)                                                                        | Ville-Marie                          |      |
| Berri-UQAM                         | 1, 2, 4 | 14. Okt. 1966 | 45.51532 -73.56108 |     |    | 12.640.200     | Rue Berri, Université du Québec à Montréal (mögliche Namensherkunft Grundbesitzer Simon Després dit Berry)                 | Ville-Marie                          |      |
| Bonaventure                        | 2       | 13. Feb. 1967 | 45.49814 -73.56724 | VIA | TB | 9.430.502      | Place Bonaventure (ehemaliger Bahnhof und Rue Bonaventure, der Heilige Bonaventura)                                        | Ville-Marie                          |      |
| Cadillac                           | 1       | 6. Juni 1976  | 45.57683 -73.54673 |     |    | 2.499.866      | Rue de Cadillac (Antoine Laumet, sieur de Cadillac, französischer Entdecker)                                               | Mercier–Hochelaga-Maisonneuve        |      |
| Cartier                            | 2       | 28. Apr. 2007 | 45.56039 -73.68191 |     |    | 3.298.937      | Boulevard Cartier (George-Étienne Cartier, Quebecer Politiker)                                                             | Laval (Vorort von Montreal)          |      |
| Champ-de-Mars                      | 2       | 14. Okt. 1966 | 45.51018 -73.55644 |     |    | 4.188.317      | Champ-de-Mars (ehemaliger Exerzierplatz „Marsfeld“)                                                                        | Ville-Marie                          |      |
| Charlevoix                         | 1       | 3. Sep. 1978  | 45.47846 -73.56936 |     |    | 2.192.433      | Rue Charlevoix (Pierre François Xavier de Charlevoix, französischer Historiker)                                            | Le Sud-Ouest                         |      |
| Côte-des-Neiges                    | 5       | 4. Jan. 1988  | 45.49682 -73.62339 |     |    | 4.468.975      | Chemin de la Côte-des-Neiges (ehemaliges Dorf Côte-des-Neiges)                                                             | Côte-des-Neiges–Notre-Dame-de-Grâce  |      |
| Côte-Sainte-Catherine              | 2       | 4. Jan. 1982  | 45.49235 -73.63317 |     |    | 2.404.527      | Chemin de la Côte-Sainte-Catherine (Côte-Sainte-Catherine, Name von Outremont im 18. Jahrhundert)                          | Côte-des-Neiges–Notre-Dame-de-Grâce  |      |
| Côte-Vertu                         | 2       | 3. Nov. 1986  | 45.51424 -73.6828  |     |    | 8.215.913      | Chemin de la Côte-Vertu (Notre-Dame-de-la-Vertu, Flurname im 18. Jahrhundert)                                              | Saint-Laurent                        |      |
| Crémazie                           | 2       | 14. Okt. 1966 | 45.5461 -73.63881  |     |    | 4.403.658      | Boulevard Crémazie (Octave Crémazie, Quebecer Dichter)                                                                     | Ahuntsic-Cartierville                |      |
| De Castelnau                       | 5       | 16. Juni 1986 | 45.53547 -73.61993 |     |    | 1.740.194      | Rue De Castelnau (Noël de Castelnau, französischer General)                                                                | Villeray–Saint-Michel–Parc-Extension |      |
| De La Concorde                     | 2       | 28. Apr. 2007 | 45.56073 -73.70972 |     | TB | 1.771.294      | Boulevard de la Concorde (Place de la Concorde in Paris)                                                                   | Laval (Vorort von Montreal)          |      |
| De La Savane                       | 2       | 9. Jan. 1984  | 45.49923 -73.66027 |     |    | 1.140.620      | Rue de la Savane (Savane = Savanne oder Sumpf im Quebecer Französisch)                                                     | Côte-des-Neiges–Notre-Dame-de-Grâce  |      |
| De L’Église                        | 1       | 3. Sep. 1978  | 45.46274 -73.56701 |     |    | 3.199.191      | Avenue de l’Église (Kirche Saint-Paul de Montréal)                                                                         | Verdun                               |      |
| D’Iberville                        | 5       | 16. Juni 1986 | 45.55339 -73.60224 |     |    | 1.508.406      | Rue D’Iberville (Pierre Le Moyne d’Iberville, französischer Entdecker und Gründer der Kolonie Louisiana)                   | Villeray–Saint-Michel–Parc-Extension |      |
| Du Collège                         | 2       | 9. Jan. 1984  | 45.50932 -73.6748  |     |    | 3.187.169      | Rue du Collège (Cégep de Saint-Laurent (weiterführende Schule))                                                            | Saint-Laurent                        |      |
| Édouard-Montpetit                  | 5       | 4. Jan. 1988  | 45.51013 -73.61252 |     |    | 1.538.515      | Boulevard Édouard-Montpetit (Édouard Montpetit, Professor der Université de Montréal)                                      | Côte-des-Neiges–Notre-Dame-de-Grâce  |      |
| Fabre                              | 5       | 16. Juni 1986 | 45.54708 -73.60782 |     |    | 2.388.792      | Rue Fabre (Édouard-Charles Fabre, erster katholischer Erzbischof von Montreal)                                             | Villeray–Saint-Michel–Parc-Extension |      |
| Frontenac                          | 1       | 19. Dez. 1966 | 45.533 -73.55264   |     |    | 2.817.756      | Rue Frontenac (Louis de Buade de Frontenac, Generalgouverneur von Neufrankreich)                                           | Ville-Marie                          |      |
| Georges-Vanier                     | 2       | 28. Apr. 1980 | 45.48892 -73.57654 |     |    | 1.047.247      | Boulevard Georges-Vanier (Georges Vanier, Generalgouverneur von Kanada)                                                    | Le Sud-Ouest                         |      |
| Guy-Concordia                      | 1       | 14. Okt. 1966 | 45.49519 -73.57987 |     |    | 10.205.552     | Rue Guy, Concordia University (Étienne Guy, Grundbesitzer)                                                                 | Ville-Marie                          |      |
| Henri-Bourassa                     | 2       | 14. Okt. 1966 | 45.55523 -73.66821 |     |    | 5.505.010      | Boulevard Henri-Bourassa (Henri Bourassa, Quebecer Journalist und Politiker)                                               | Ahuntsic-Cartierville                |      |
| Honoré-Beaugrand                   | 1       | 6. Juni 1976  | 45.5965 -73.53505  |     |    | 5.254.609      | Rue Honoré-Beaugrand (Honoré Beaugrand, Schriftsteller und Bürgermeister von Montreal)                                     | Mercier–Hochelaga-Maisonneuve        |      |
| Jarry                              | 2       | 14. Okt. 1966 | 45.54321 -73.6288  |     |    | 3.320.365      | Rue Jarry (Stanislas Blénier dit Jarry, Grundbesitzer)                                                                     | Villeray–Saint-Michel–Parc-Extension |      |
| Jean-Drapeau                       | 4       | 28. Apr. 1967 | 45.51245 -73.53314 |     |    | 1.703.636      | Parc Jean-Drapeau (Jean Drapeau, Bürgermeister von Montreal)                                                               | Ville-Marie                          |      |
| Jean-Talon                         | 2, 5    | 14. Okt. 1966 | 45.53912 -73.6139  |     |    | 5.272.433      | Rue Jean-Talon (Jean Talon, Intendant von Neufrankreich)                                                                   | Rosemont–La Petite-Patrie            |      |
| Jolicoeur                          | 1       | 3. Sep. 1978  | 45.45703 -73.58213 |     |    | 2.380.128      | Rue Jolicoeur (Joseph-Moïse Jolicœur, Pfarrer)                                                                             | Le Sud-Ouest                         |      |
| Joliette                           | 1       | 6. Juni 1976  | 45.54681 -73.55142 |     |    | 3.110.948      | Rue Joliette (Barthélemy Joliette, Gründer der Stadt Joliette)                                                             | Mercier–Hochelaga-Maisonneuve        |      |
| Langelier                          | 1       | 6. Juni 1976  | 45.58274 -73.54318 |     |    | 2.770.604      | Boulevard Langelier (François Langelier, Vizegouverneur von Québec)                                                        | Mercier–Hochelaga-Maisonneuve        |      |
| LaSalle                            | 1       | 3. Sep. 1978  | 45.47109 -73.56637 |     |    | 1.511.712      | Boulevard LaSalle (Robert Cavelier de La Salle, französischer Entdecker)                                                   | Verdun                               |      |
| Laurier                            | 2       | 14. Okt. 1966 | 45.52797 -73.58864 |     |    | 4.996.694      | Avenue Laurier (Wilfrid Laurier, Premierminister Kanadas)                                                                  | Le Plateau-Mont-Royal                |      |
| Lionel-Groulx                      | 1, 2    | 3. Sep. 1978  | 45.48289 -73.57973 |     |    | 5.154.838      | Avenue Lionel-Groulx (Lionel Groulx, Quebecer Historiker)                                                                  | Le Sud-Ouest                         |      |
| Longueuil–Université-de-Sherbrooke | 4       | 31. März 1967 | 45.52562 -73.52251 |     |    | 8.504.353      | Stadt Longueuil, Université de Sherbrooke (das Dorf Longueil in der Normandie, Außenstelle der Universität von Sherbrooke) | Longueuil (Vorort von Montreal)      |      |
| Lucien-L’Allier                    | 2       | 28. Apr. 1980 | 45.4948 -73.57121  | VIA | TB | 2.526.024      | Rue Lucien-L’Allier (Lucien L’Allier, Chefingenieur der Montrealer Metro)                                                  | Ville-Marie                          |      |
| McGill                             | 1       | 14. Okt. 1966 | 45.50409 -73.57159 |     |    | 11.793.714     | Avenue McGill College, McGill University (James McGill, schottisch-kanadischer Pelzhändler)                                | Ville-Marie                          |      |
| Monk                               | 1       | 3. Sep. 1978  | 45.45114 -73.59324 |     |    | 1.725.903      | Boulevard Monk (James Monk, Oberster Richter von Niederkanada)                                                             | Le Sud-Ouest                         |      |
| Montmorency                        | 2       | 28. Apr. 2007 | 45.55799 -73.72132 |     |    | 5.590.748      | Collège Montmorency (François de Montmorency-Laval, erster Bischof von Québec und Besitzer der Île Jésus)                  | Laval (Vorort von Montreal)          |      |
| Mont-Royal                         | 2       | 14. Okt. 1966 | 45.52495 -73.58204 |     |    | 5.403.116      | Avenue du Mont-Royal (Mont Royal, der Hausberg Montreals)                                                                  | Le Plateau-Mont-Royal                |      |
| Namur                              | 2       | 9. Jan. 1984  | 45.49468 -73.65289 |     |    | 2.721.639      | Rue Namur (Namur, Stadt in Belgien)                                                                                        | Côte-des-Neiges–Notre-Dame-de-Grâce  |      |
| Outremont                          | 5       | 4. Jan. 1988  | 45.5204 -73.61504  |     |    | 1.604.493      | Avenue Outremont (ehemaliger Landsitz Outremont („auf der anderen Seite des Berges“))                                      | Outremont                            |      |
| Papineau                           | 1       | 14. Okt. 1966 | 45.52393 -73.55317 |     |    | 3.285.013      | Avenue Papineau (Joseph Papineau, Quebecer Politiker)                                                                      | Ville-Marie                          |      |
| Parc                               | 5       | 15. Juni 1987 | 45.53109 -73.62402 |     | TB | 3.101.394      | Avenue du Parc (Parc du Mont-Royal)                                                                                        | Villeray–Saint-Michel–Parc-Extension |      |
| Peel                               | 1       | 14. Okt. 1966 | 45.5009 -73.5747   |     |    | 8.182.603      | Rue Peel (Robert Peel, britischer Premierminister)                                                                         | Ville-Marie                          |      |
| Pie-IX                             | 1       | 6. Juni 1976  | 45.55386 -73.55159 |     |    | 5.221.983      | Boulevard Pie-IX (Papst Pius IX.)                                                                                          | Mercier–Hochelaga-Maisonneuve        |      |
| Place-d’Armes                      | 2       | 14. Okt. 1966 | 45.50642 -73.55975 |     |    | 6.986.287      | Place d’Armes (ehemaliger Paradeplatz)                                                                                     | Ville-Marie                          |      |
| Place-des-Arts                     | 1       | 14. Okt. 1966 | 45.50818 -73.56835 |     |    | 8.145.797      | Place des Arts (gleichnamiges Kulturzentrum)                                                                               | Ville-Marie                          |      |
| Place-Saint-Henri                  | 2       | 28. Apr. 1980 | 45.47724 -73.58697 |     |    | 2.867.001      | Place Saint-Henri (nach Heinrich II. benannte Pfarrkirche)                                                                 | Le Sud-Ouest                         |      |
| Plamondon                          | 2       | 29. Juni 1982 | 45.49567 -73.64051 |     |    | 4.275.310      | Avenue Plamondon (Antoine Plamondon, Quebecer Maler Rodolphe Plamondon, Quebecer Dichter)                                  | Côte-des-Neiges–Notre-Dame-de-Grâce  |      |
| Préfontaine                        | 1       | 6. Juni 1976  | 45.54181 -73.55452 |     |    | 2.058.784      | Rue Préfontaine (Raymond Préfontaine, Bürgermeister von Montreal)                                                          | Mercier–Hochelaga-Maisonneuve        |      |
| Radisson                           | 1       | 6. Juni 1976  | 45.58894 -73.53951 |     |    | 3.960.175      | Rue Radisson (Pierre-Esprit Radisson, französischer Entdecker)                                                             | Mercier–Hochelaga-Maisonneuve        |      |
| Rosemont                           | 2       | 14. Okt. 1966 | 45.53135 -73.59782 |     |    | 3.355.489      | Boulevard Rosemont (Rose Phillips, Mutter des Grundstücksmaklers Ucal-Henri Dandurand)                                     | Rosemont–La Petite-Patrie            |      |
| Saint-Laurent                      | 1       | 14. Okt. 1966 | 45.51106 -73.56494 |     |    | 2.236.601      | Boulevard Saint-Laurent (Laurentius von Rom oder der Sankt-Lorenz-Strom)                                                   | Ville-Marie                          |      |
| Saint-Michel                       | 5       | 16. Juni 1986 | 45.55975 -73.5999  |     |    | 4.770.170      | Boulevard Saint-Michel (Erzengel Michael)                                                                                  | Villeray–Saint-Michel–Parc-Extension |      |
| Sauvé                              | 2       | 14. Okt. 1966 | 45.55085 -73.65593 |     |    | 4.053.264      | Rue Sauvé (Name eines Grundbesitzers)                                                                                      | Ahuntsic-Cartierville                |      |
| Sherbrooke                         | 2       | 14. Okt. 1966 | 45.51857 -73.56819 |     |    | 4.587.301      | Rue Sherbrooke (John Coape Sherbrooke, Generalgouverneur von Britisch-Nordamerika)                                         | Le Plateau-Mont-Royal                |      |
| Snowdon                            | 2, 5    | 7. Sep. 1981  | 45.48543 -73.62765 |     |    | 4.510.487      | Rue Snowdon (Name eines Grundbesitzers)                                                                                    | Côte-des-Neiges–Notre-Dame-de-Grâce  |      |
| Square-Victoria–OACI               | 2       | 7. Feb. 1967  | 45.50194 -73.56313 |     |    | 6.841.357      | Square Victoria, ICAO (Königin Victoria, französische Abkürzung der ICAO)                                                  | Ville-Marie                          |      |
| Université-de-Montréal             | 5       | 4. Jan. 1988  | 45.50315 -73.61793 |     |    | 3.416.755      | Université de Montréal | Côte-des-Neiges–Notre-Dame-de-Grâce  |      |
| Vendôme                            | 2       | 7. Sep. 1981  | 45.47389 -73.60386 |     | TB | 7.332.409      | Avenue de Vendôme (Herzöge von Vendôme)                                                                                    | Côte-des-Neiges–Notre-Dame-de-Grâce  |      |
| Verdun                             | 1       | 3. Sep. 1978  | 45.45945 -73.57168 |     |    | 1.911.387      | Rue de Verdun (Saverdun, französisches Heimatdorf des Seigneurs Zacharie Dupuis)                                           | Verdun                               |      |
| Viau                               | 1       | 6. Juni 1976  | 45.56137 -73.5467  |     |    | 2.862.620      | Rue Viau (Charles-Théodore Viau, Keksfabrikant)                                                                            | Mercier–Hochelaga-Maisonneuve        |      |
| Villa-Maria                        | 2       | 7. Sep. 1981  | 45.4795 -73.61925  |     |    | 3.382.119      | Privatschule Villa Maria (Villa Maria, latinisierte Form von Ville-Marie, dem früheren Namen Montreals)                    | Côte-des-Neiges–Notre-Dame-de-Grâce  |      |